# M.I.L.F. $
«M.I.L.F. $» (pronunciado, en inglés, «Milf Money») es una canción interpretada por la cantante estadounidense Fergie. Fue producida por Polow da Don para su segundo álbum de estudio Double Dutchess (2017), y liberado como el sencillo principal del álbum el 1 de julio de 2016 en Interscope y en el will.i.am Music Group.

## Composición
| "Esto es definitivamente el empoderamiento de la mujer para que tenga momentos de diversión. Ser madre y tener una carrera, tener cuidado de ti misma y seguir siendo capaz de ser coqueta y divertida y un poco traviesa a veces - no hay nada malo en eso. La sociedad trata de decirles a las madres qué deben y qué no deben ser o hacer, y es un poco libre el tener diversión sobrepasando un poco esos límites . Podría hacerlo un poco más que otros, pero así es como soy"——Fergie habla sobre el significado de la canción con la revista Billboard |

Fergie escribió la canción inspirada después del nacimiento de su hijo Axl "M.I.L.F. $" fue escrita por Fergie, Polow da Don, Jocelyn Donald y Jonathan Solone Myvett.La pista de género trap fue producida por Polow da Don and AnonXmous. Tiene una duración de dos minutos con 42 segundos.

## Recepción crítica
Alexa Camp de Slant Magazine comparó favorablemente la canción con su sencillo anterior, "L.A. Love (La La)," diciendo "'M.I.L.F.  hizo el efecto anterior de sonido como algo que quisiera escuchar en Lite FM."

## Vídeo musical

### Concepto
El vídeo musical para "M.I.L.F. $" fue dirigido por Colin Tilley en Los Ángeles. Ambientado en una colorida y dulce ciudad llamada “Milfville”,  presenta a Fergie junto con un grupo de madres famosas, incluyendo a Kim Kardashian, Chrissy Teigen, Alessandra Ambrosio, Ciara, Gemma Ward, Tara Lynn, Devon Aoki, Angela Lindvall, Isabeli Fontana, Amber Valletta, y Natasha Poly , usando lencería de las amas de casa de los años 50.
Durante el video, se muestra a Fergie como camarera en un fuente de soda, también como profesora de adolescentes que usan chaquetas azules y tomando un baño en una bañera llena de leche. El vídeo termina con Fergie y el grupo de madres famosas enseñando sus propios comerciales de "Got Milf?" (en alusión al anuncio "Got Milk?"). Los modelos masculinos Jon Kortajarena y Jordan Barrett aparecen como lechero y un bartender respectivamente. La hija de Ambrosio, Anja y la hija de Teigen, Luna, también hacen una aparición en el vídeo.
En el vídeo, el camión del repartidor de leche dice "Milfman - Moms I'd Like To Follow". Sobre esto, Fergie dijo: "Cambiar el acrónimo "MILF: Moms I'd Like to Fuck" a Moms I'd Like To Follow es sobre el empoderamiento de la mujer quienes hacen de todo. Ellas tienen una carrera, una familia, y siguen consiguien el momento para preocuparse por sí mismas y se sienten sexys. Con un guiño, por supuesto." El vídeo fue estrenado en Vevo el 1 de julio de 2016. Al 10 de septiembre de 2016 el vídeo había sobrepasado los 100 millones de visitas en YouTube.

### Filmación
La hija de Teigen, Luna, tenía tres semanas de nacida cuando se realizó la grabación del vídeo; así que el equipo tomó precauciones extra en el set. Según Teigen, el set estaba cerrado, el aire acondicionado fue apagado, y las personas fueron higienizadas. Teigen estaba acompañada por su esposo John Legend en el set.

### Vestuario
La preparación del vestuario para el vídeo, a cargo de la estilista sueca B. Åkerlund, fue planeada por dos semanas; luego, tomó otras dos semanas para ser probado por el cast y seleccionar su vestuario y accesorios. Teigen vistió un outfit de Moschino Couture durante la escena donde daba de lactar a su hija. Para la escena del baño de leche, Kardashian vistió un bodysuit hecho a medida de color carne del diseñador Atsuko Kudo para dar una ilusión de que estaba desnuda. Mientras, Fergie vistió un crop top amarillo que hace referencia al cover original del álbum Slippery When Wet de Bon Jovi.

## Formatos
- Descarga digital[1]

1. "M.I.L.F. $" – 2:42

- Remixes

1. "M.I.L.F. $" (Dave Audé Remix) - 3:26
2. "M.I.L.F. $" (Polow da Don Remix) - 2:53
3. "M.I.L.F. $" (Slushii Remix) - 3:23
4. "M.I.L.F. $" (Nick Talos Remix) - 2:39
5. "M.I.L.F. $" (Suspect 44 Remix) - 3:44
6. "M.I.L.F. $" (Jodie Harsh Remix) - 3:07

## Lista de posicionamientos
| Lista (2016)                           | Posición más alta |
| -------------------------------------- | ----------------- |
| Australia (ARIA)                       | 26                |
| Canadá (Canadian Hot 100)              | 28                |
| Francia (SNEP)                         | 89                |
| Alemania (Official German Charts)      | 89                |
| Hungría (Single Top 40)                | 22                |
| Irlanda (IRMA)                         | 78                |
| Italia (FIMI)                          | 82                |
| Nueva Zelanda (Recorded Music NZ)      | 1                 |
| Portugal (AFP)                         | 95                |
| Escocia (Scottish Singles Sales Chart) | 28                |
| Reino Unido (UK Singles Chart)         | 56                |
| Estados Unidos (Billboard Hot 100)     | 34                |
| US Billboard Hot Rap Songs             | 7                 |

## Historial de lanzamiento
| País   | Día                | Formato                | Discográfica                 | Ref.   |
| ------ | ------------------ | ---------------------- | ---------------------------- | ------ |
| Global | 1 de julio de 2016 | Descarga digital       | Interscope y Universal Music | [ 25 ] |
| Italia | 8 de julio de 2016 | Contemporary hit radio | Universal Music              | [ 26 ] |